# Негро, Амброджо Ди
Амброджо Ди Негро (итал. Ambrogio Di Negro; Генуя, 1519 — Генуя, 1601) — дож Генуэзской республики.

## Биография

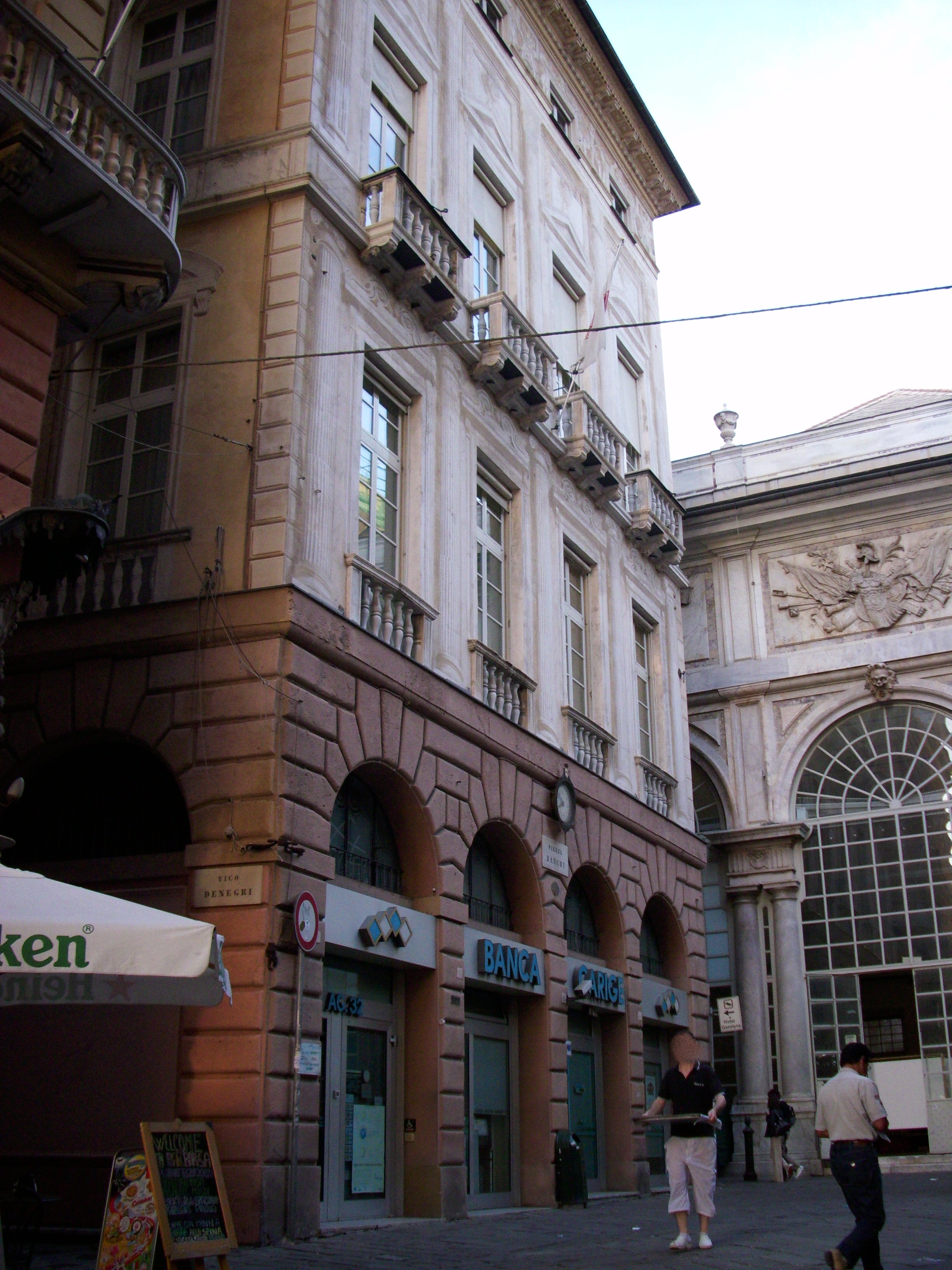
Палаццо Амброджо Ди Негро в центре Генуи.

Сын Бенедетто ди Негро, представитель богатой семьи Ди Негро, сделавшей состояние на коммерческих и ремесленных делах, родился в Генуе в 1519 году. Его отец был старейшиной города в 1516 и 1527 годах и одним из сторонников Андреа Дориа, вернувшего Генуе независимость.
О ранних годах Амброджо мало что известно. В источниках упомянуто, в 1543 году он жил во французском регионе Бургундия. Около 1546-1548 годов он вернулся в Геную, чтобы встать во главе коммерческой и финансовой деятельности своей семьи, что в будущем принесет ему богатство и авторитет в социальной и политической сферах.
Важным союзником Амброджо в политической и коммерческой деятельности были испанцы, с которыми он наладил тесные связи, в частности, открыл свои предприятия в Медина-дель-Кампо, Севилье и Вальядолиде. Наряду с другими банкирами (Кристофоро Чентурионе, Константино Джентиле, Джованни Амброджо Негроне, Анджело Джованни Спинола), ди Негро был одним из финансовых партнеров испанской короны.
В 1553 году Амброджо проживал в Мадриде и вернулся в Геную в 1554 году, чтобы жениться на Минетте Спинола. Экономические и финансовые дела привели его обратно в Испанию, где он проработал до сентября 1559 года. По оценкам современников, ди Негро к 1600 году стал одним из самых богатых граждан Генуи, к моменту смерти его состояние оценивалось в примерно 1 млн генуэзских лир. Залогом этого стала банковская деятельность Амброджо: он кредитовал как испанскую корону, так и известных итальянских дворян, таких как герцог Флоренции и синьор Мантуи. Последний, чтобы погасить часть своего долга перед ди Негро, продал имение в Момбаруццо в 1620 году внучке Амброджо, Лелии ди Негро.
Вернувшись в Геную, в 1559-1569 годах Амброджо начал активную политическую деятельность в избирательных комиссиях, участвуя в назначении сенаторов, назначении дожей и других чиновников. 
В то же время, около 1568 года, он купил здание (до сих пор называющееся Палаццо Амброджо ди Негро) и магазины в центральном районе Генуи, а также начал работы по расширению своего имения в Фассоло.
С началом гражданской войны между фракциями "старой" и "новой" знати ди Негро, относящийся к "старым" дворянам, довольно неожиданно решил принять нейтралитет, что вызвало конфликты с некоторыми лидерами фракции - Марко Джентиле и Габриэле Сальваджо.
В 1575 году Амброджо был избран членом Синдикатория, органа, оценивавшего деятельность дожа, заняв компромиссную позицию, учитывавшую интересы как "старой", так и "новой" знати (вторая фракция в это время контролировала генуэзский Сенат).
Он никогда не бежал из Генуи (в отличие от большинства "старых" дворян), активно участвовал в решающих этапах гражданской войны и примирении двух фракций 10 марта 1576 года. Эта позиция, независимая и объективная, позволила 63-летнему ди Негро занять пост прокурора и главы Синдикатория в 1584 году.
8 ноября 1585 года он был избран дожем, 75-м в истории республики. Эту должность он занимал до 13 ноября 1587 года.

### Правление
Согласно трудах историков того времени, дож Амброджо Ди Негро столкнулся со значительными трудностями в период своего мандата: продолжавшейся борьбой знатных семей, разгулом преступности. Инициативы дожа нередко блокировались его политическими оппонентами (например, реформа уголовного правосудия из-за противодействия Сената не дала ощутимых результатов).
Дожа и некоторых других представителей знати обвиняли в излишне происпанской позиции, среди обвинителей были "старые" дворяне Стефано де Мари и Джованни Баттиста Спинола, а не знатные горожане упрекали его в том, что он проводит мероприятия больше в пользу богатых, чем бедных слоев населения.
Все упреки были высказаны Амброджо по окончании его мандата, когда Синдикаторий оценивал эффективность его правления. официальный летописец республики Антонио Роккатальята описал его как "высокомерного и заносчивого", однако изменения в характере Амброджо, возможно, были следствием сложных событий его мандата.
Исторически дож Амброджо Ди Негро первым из правителей Генуи получил почетное звание "светлейший" (Serenissimo) от императора Рудольфа II. 

### Последние годы
Синдикаторий, несмотря на критику политики дожа, все-таки рекомендовал Амброджо к занятию должности пожизненного прокурора, но тот предпочел удалиться с генуэзской политической сцены и посвятить себя семейным торговым делам. В 1593 году ему было предложено осуществлять надзор за строительством нового Дворца дожей.
Амброджо Ди Негро умер в Генуе в августе 1601 года, его останки погребены в церкви Сан-Бартоломео-делла-Чертоза.